# 丁映奎
丁映奎（?—?），贵州黎平人，清朝政治人物、同進士出身。
乾隆三十四年（1769年）己丑科進士，三甲七十四名，后官四川保寧府知府。